# Pseudechis australis
Pseudechis australis of mulgaslang is een slang uit de familie koraalslangachtigen (Elapidae).

## Naam en indeling
De wetenschappelijke naam van de soort werd voor het eerst voorgesteld door John Edward Gray in 1842. Oorspronkelijk werd de wetenschappelijke naam Naja australis gebruikt. De slang werd later aan andere geslachten toegekend, zoals Denisonia, Pailsus en Cannia.

## Verspreiding en habitat
Pseudechis australis komt endemisch voor in grote delen van Australië en komt hier voor in de deelstaten New South Wales, Noordelijk Territorium, Queensland, West-Australië en Zuid-Australië. De soort ontbreekt in het zuidwesten, langs de kust van Zuid-Australië, in Victoria en New South Wales ten oosten van het Groot Australisch Scheidingsgebergte. De habitat bestaat uit vochtige tropische en subtropische laaglandbossen, droge tropische en subtropische bossen, verschillende typen scrublands, graslanden, savannen en woestijnen.

## Uiterlijke kenmerken
Pseudechis australis ook bekend als mulgaslang of koningsbruin wordt tot 2,5 meter, maar is gemiddeld twee meter lang. Het is na de taipan de grootste Australische gifslang. De afgeplatte kop is duidelijk te onderscheiden van het lichaam door de aanwezigheid van een insnoering. De ogen hebben een roodbruine iris. De slang heeft 17 rijen schubben in de lengte op het midden van het lichaam. De lichaamskleur is bruin tot roodbruin, de buikzijde is lichter.

## Levenswijze
De slang is met name overdag actief. Op het menu staan voornamelijk kleine zoogdieren en hagedissen. Als de slang in het nauw wordt gebracht kan het dier agressief zijn. Het gif bevat myotoxines. Pseudechis australis is eierlevendbarend, er komen per worp tot 22 jongen ter wereld.

## Beschermingsstatus
Door de internationale natuurbeschermingsorganisatie IUCN is de beschermingsstatus 'veilig' toegewezen (Least Concern of LC).